# Ca la Pauleta (Calafell)
Ca la Pauleta és una obra de Calafell (Baix Penedès) protegida com a bé cultural d'interès local.

## Descripció
Edifici entre mitgeres de planta de forma irregular, amb planta baixa i tres plantes pis. Les dues plantes superiors no ocupen la totalitat de la superfície de la finca. L'edifici té cobertes inclinades formades per bigues de fusta i teules aràbigues, a excepció d'una part que té una coberta plana o terrat. A la façana, que és arrebossada i pintada de color blanc hi ha la porta d'accés i sengles balcons a la primera i segona planta. El de la segona és de majors dimensions. Ambdós disposen de llosana de pedra i barana de ferro decorada. A la part superior de la façana hi ha un ampit calat fet de peces de ceràmica, fruit d'una modificació duta a terme durant el segle xx. A l'interior de l'edifici hi ha un cup i un pou. A la part posterior de la casa hi ha un pati i un cos annex.
El sistema constructiu és de tipus tradicional amb murs de càrrega i sostres unidireccionals de bigues de fusta. La volta de l'escala és de rajola. La coberta és de teula àrab. Les llosanes dels balcons són de pedra local tallada.